# Katalys (tankesmedja)
Katalys är en ideell och fackföreningsägd tankesmedja, bildad 2013 av 6F – fackförbund i samverkan (bestående av LO-förbunden Byggnads, Elektrikerna, Fastighets, Målarna och Seko). Sedan december 2024 är även LO-förbundet Pappers medlemsförbund i Katalys.
Katalys uttalade syfte är att vara ett oberoende fackligt idéinstitut bedriva utredningsverksamhet och opinionsbildning. Värderingsmässigt står Katalys enligt egen utsago "på LO-medlemmarnas sida". Verksamhetschef sedan starten är Daniel Suhonen. Biträdande chef är Enna Gerin.

## Styrelse
Styrelsen utgörs av representanter från medlemsförbunden inom 6F och Pappers. 2025 bestod den av:
- Jonas Pettersson, Seko, ordförande
- Ola Olsson, Byggnads
- Petter Johansson, Elektrikerna
- Benjamin Ivansson, Fastighets
- Conny Nilsson, Pappers